# مكتبة بيبس

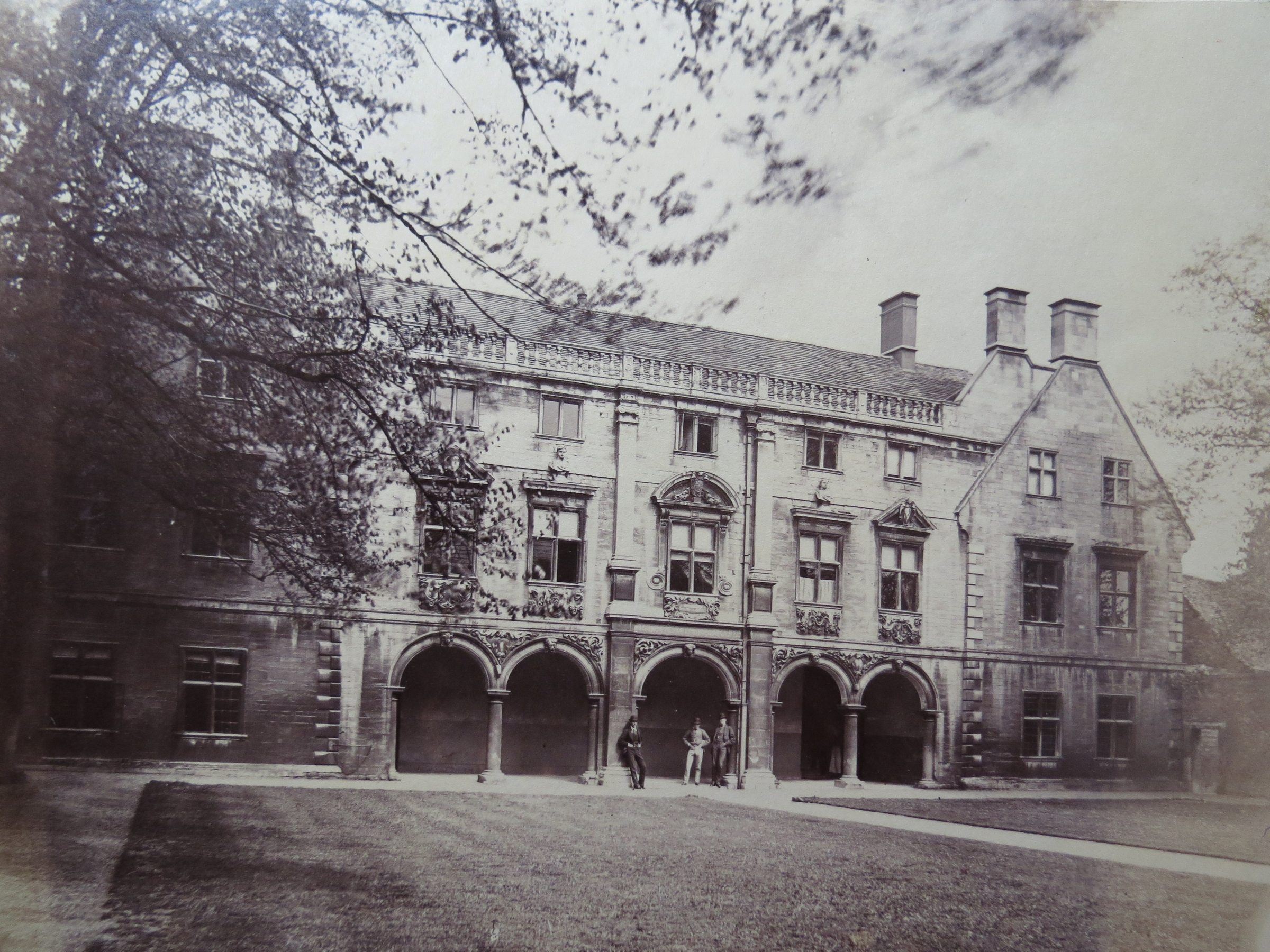
مكتبة بيبس عام 1870 تقريبًا.

مكتبة ببيس في الكلية المجدلية في كامبريدج هو المكتبة الشخصية التي جمعها صموئيل بيبس وأوصى بها للكلية بعد وفاته عام 1703، على ألا تباع أي من كتبها أو يتم الزيادة عليها.
كان ببيس محبًا للقراءة طوال حياته، وشديد العناية بمجموعته الكبيرة من الكتب والمخطوطات والمطبوعات. وعند وفاته، كان مكتبته تحوي أكثر من 3,000 مجلد، مفهرسة بعناية، لذا في تمثل واحدة من أهم المكتبات الخاصة الباقية منذ القرن السابع عشر.

## وصلات خارجية
- الموقع الرسمي للمكتبة